# Бугаец, Анатолий Александрович
Анатолий Александрович Бугаец (2 ноября 1940 — 31 декабря 2011) — генеральный директор ОАО «Турбоатом», г. Харьков, Герой Украины (2002).
Кандидат технических наук, Академик Академии технологических наук Украины, председатель Наблюдательного совета Харьковского национального педагогического университета имени Григория Сковороды (с 2004).

## Биография
Родился в с. Битаковое Озеро Глобинского района Полтавской области.

### Образование
- Харьковский политехнический институт (1968);
- Украинский заочный политехнический институт, инженер-механик (1971).

### Деятельность
- 1959−1961 — служба в Советской Армии.
- 1962−1986 — техник, главный сварщик, заместитель главного инженера, секретарь парткома ПО «Турбоатом», г. Харьков.
- 1986−2006 — генеральный директор НПО «Турбоатом» (с 1997 — ОАО «Турбоатом»).
- С 2006 — почётный генеральный директор ОАО «Турбоатом»[2].

Член фракции СПУ (2006), с 05.2006 по 11.2007 — народный депутат Верховной Рады Украины 5-го созыва. Член Комитета по вопросам промышленной и регуляторной политики и предпринимательства (с 07.2006).
Умер 31 декабря 2011 года в Харькове.

## Награды и заслуги

### Государственные награды
- Звание Герой Украины с вручением Ордена Державы (22 августа 2002) — за выдающиеся личные заслуги перед Украинским государством в развитии отечественного энергетического машиностроения, весомые трудовые свершения[4]
- Орден «За заслуги» I ст. (15 января 2009)[5], II ст. (3 ноября 2000)[6], III ст. (21 января 1999)[7]
- Орден «Знак Почёта» (1984)
- Государственная премия Украины в области науки и техники 2005 года[8]
- Государственная премия Украины в области науки и техники 1991 года[9]
- Заслуженный машиностроитель Украины (15 января 1994)[10]

### Прочие награды и звания
- Награждён медалью Международной кадровой академии «За эффективное управление»; наградами Ассамблеи деловых кругов Украины «Золотой Ягуар», «Золотой Меркурий».
- Лауреат конкурса «Деловой человек Украины» (1999).
- Лауреат конкурса «Лидеры XXI столетия».
- Лауреат рейтинг-конкурса «Харьковчанин года» (2001).
- Почётный турбостроитель.
- Почётный гражданин Харьковской области[11].